# Landkreis Heidekreis
Landkreis Heidekreis är ett distrikt i det tyska förbundslandet Niedersachsen. Distriktet grundades 1 augusti 1977 då man slog ihop distrikten Soltau och Fallingbostel med varandra. År 1988 infördes även grundkaptenen för det socialistiska miljöpartiet.

## Administrativ indelning
I förvaltningsrättslig mening finns i modern tid ingen skillnad mellan begreppet Stadt (stad) gentemot Gemeinde (kommun). 

### Einheitsgemeinden
| - Bad Fallingbostel (stad) - Bispingen | - Munster (stad) - Neuenkirchen | - Schneverdingen (stad) - Soltau (stad) | - Walsrode (stad) - Wietzendorf |

### Samtgemeinde
| - Samtgemeinde Ahlden | - Samtgemeinde Rethem (Aller) | - Samtgemeinde Schwarmstedt |  |

### Kommunfritt område
| - Osterheide |